# Liste der Stolpersteine in Olsberg
Die Liste der Stolpersteine in Olsberg enthält die Stolpersteine, die im Rahmen des gleichnamigen Kunst-Projekts von Gunter Demnig in Olsberg verlegt wurden. Mit ihnen soll an die Opfer des Nationalsozialismus erinnert werden, die in Olsberg lebten und wirkten.

## Assinghausen
| Name                 | Adresse              | Bild | Inschrift                                                                             | Verlegedatum  | Biografie und Anmerkungen |
| -------------------- | -------------------- | ---- | ------------------------------------------------------------------------------------- | ------------- | --- |
| Lina Lea Löwenstein  | Grimmestraße 15–17 · |      | Hier wohnte Lina Lea Löwenstein Jg. 1862 deportiert 1942 Theresienstadt ermordet 1942 | 14. Aug. 2015 | Deportationsziel: ab Dortmund 29. Juli 1942, Theresienstadt, Ghetto Todesdatum/-ort: 19. August 1942, Theresienstadt, Ghetto. Der Todesfall ist beim Sonderstandesamt Arolsen unter der Nummer 2125 Abt. 1 Jahrgang 1979 neu beurkundet. |
| Julius Löwenstein    | Grimmestraße 15–17 · |      | Hier wohnte Julius Löwenstein Jg. 1906 deportiert 1942 Riga ermordet                  | 14. Aug. 2015 | Am 27.01.1942 von der Gestapo Dortmund in das KZ Riga deportiert. |
| Siegfried Löwenstein | Grimmestraße 15–17 · |      | Hier wohnte Siegfried Löwenstein Jg. 1910 deportiert 1943 ermordet in Auschwitz       | 14. Aug. 2015 | Inhaftierungsort: bis 24. Februar 1939, Sachsenhausen, Konzentrationslager Deportationsziel: ab Paderborn – Hannover – Erfurt – Dresden 02. März 1943, Auschwitz, Vernichtungslager Todesdatum/-ort: für tot erklärt                     |
| Heinemann Löwenstein | Grimmestraße 15–17 · |      | Hier wohnte Heinemann Löwenstein Jg. 1868 gedemütigt/entrechtet tot 2.6.1939          | 14. Dez. 2016 | |

## Bigge
| Name                  | Adresse           | Bild                                             | Inschrift | Verlegedatum  | Biografie und Anmerkungen                                                                     |
| --------------------- | ----------------- | ------------------------------------------------ | --- | ------------- | --------------------------------------------------------------------------------------------- |
| Sara Löwenstein       | Bruchstraße 1 ·   | Stolperstein für Sara Löwenstein                 | Hier wohnte Sara Löwenstein geb. Kohlhagen Jg. 1863 deportiert 1942 Theresienstadt 1942 Treblinka ermordet                        | 30. März 2016 |                                                                                               |
| Simon Semmi Ter Berg  | Bruchstraße 1 ·   | Stolperstein für Simon Semmi ter Berg            | Hier wohnte Simon Semmi Ter Berg Jg. 1897 'Schutzhaft' 1938 Sachsenhausen deportiert 1943 ermordet in Auschwitz                   | 30. März 2016 |                                                                                               |
| Selma Ter Berg        | Bruchstraße 1 ·   | Stolperstein für Selma ter Berg                  | Hier wohnte Selma Ter Berg geb. Löwenstein Jg. 1896 deportiert 1943 ermordet in Auschwitz                                         | 30. März 2016 |                                                                                               |
| Senta Ter Berg        | Bruchstraße 1 ·   | Stolperstein für Senta ter Berg                  | Hier wohnte Senta Ter Berg Jg. 1929 Flucht 1938 Holland interniert Westerbork deportiert 1943 Sobibor ermordet 16.7.1943          | 30. März 2016 |                                                                                               |
| Benjamin Löwenstein   | Bruchstraße 16 ·  |                                                  | Hier wohnte Benjamin Löwenstein Jg. 1864 deportiert 1943 ermordet in Auschwitz                                                    | 14. Aug. 2015 |                                                                                               |
| Selma Löwenstein      | Bruchstraße 16 ·  |                                                  | Hier wohnte Selma Löwenstein Jg. 1899 deportiert 1943 ermordet in Auschwitz                                                       | 14. Aug. 2015 |                                                                                               |
| Lilli Löwenstein      | Bruchstraße 16 ·  |                                                  | Hier wohnte Lilli Löwenstein Jg. 1901 deportiert 1943 ermordet in Auschwitz                                                       | 14. Aug. 2015 |                                                                                               |
| Erich Weinberg        | Hauptstraße 33 ·  | Stolperstein für Erich Weinberg                  | Hier wohnte Erich Weinberg Jg. 1914 deportiert 1943 ermordet in Auschwitz                                                         | 30. März 2016 |                                                                                               |
| Elfriede Weinberg     | Hauptstraße 33 ·  | Stolperstein für Elfriede Weinberg               | Hier wohnte Elfriede Weinberg Jg. 1906 Flucht 1936 Holland interniert Westerbork deportiert 1942 Auschwitz ermordet 30.9.1942     | 30. März 2016 |                                                                                               |
| Isbert Weinberg       | Hauptstraße 33 ·  | Stolperstein für Isbert Weinberg                 | Hier wohnte Isbert Weinberg Jg. 1917 deportiert 1941 Riga 1944 Stutthof 1945 Bergen-Belsen ermordet                               | 30. März 2016 |                                                                                               |
| Artur Weinberg        | Hauptstraße 33 ·  | Stolperstein für Artur Weinberg                  | Hier wohnte Artur Weinberg JG. 1899 'Schutzhaft' 1938 Sachsenhausen deportiert 1943 ermordet in Auschwitz                         | 30. März 2016 |                                                                                               |
| Elfriede Weinberg     | Hauptstraße 33 ·  | Stolperstein für Elfriede Weinberg geborene Levi | Hier wohnte Elfriede Weinberg geb. Levi JG. 1908 deportiert 1943 ermordet in Auschwitz                                            | 30. März 2016 |                                                                                               |
| Doris Fanny Weinberg  | Hauptstraße 33 ·  | Stolperstein für Doris Fanny Weinberg            | Hier wohnte Doris Fanny Weinberg Jg. 1933 deportiert 1943 ermordet in Auschwitz                                                   | 30. März 2016 |                                                                                               |
| Ruth Weinberg         | Hauptstraße 33 ·  | Stolperstein für Ruth Weinberg                   | Hier wohnte Ruth Weinberg Jg. 1935 deportiert 1943 ermordet in Auschwitz                                                          | 30. März 2016 |                                                                                               |
| Mathel Weinberg       | Hauptstraße 33 ·  | Stolperstein für Mathel Weinberg                 | Hier wohnte Mathel Weinberg Jg. 1940 deportiert 1943 ermordet in Auschwitz                                                        | 30. März 2016 |                                                                                               |
| Max Löwenstein        | Hauptstraße 33 ·  |                                                  | Hier wohnte Max Löwenstein Jg. 1891 deportiert 1943 ermordet in Auschwitz                                                         | 14. Dez. 2016 |                                                                                               |
| Selma Löwenstein      | Hauptstraße 33 ·  |                                                  | Hier wohnte Selma Löwenstein geb. Hes deportiert 1943 ermordet in Auschwitz                                                       | 14. Dez. 2016 |                                                                                               |
| Hildegard Löwenstein  | Hauptstraße 33 ·  |                                                  | Hier wohnte Hildegard Löwenstein Jg. 1927 deportiert 1943 ermordet in Auschwitz                                                   | 14. Dez. 2016 |                                                                                               |
| Edith Löwenstein      | Hauptstraße 33 ·  |                                                  | Hier wohnte Edith Löwenstein Jg. 1930 deportiert 1943 ermordet in Auschwitz                                                       | 14. Dez. 2016 | am 02.03.1943 ab Paderborn nach Auschwitz deportiert. Todestag auf den 08.05.1945 festgesetzt |
| Moritz Stern          | Hauptstraße 40 ·  |                                                  | Hier wohnte Moritz Stern Jg. 1874 Flucht 1937 Holland interniert Westerbork deportiert 1943 Sobibor ermordet 5.3.1943             | 14. Dez. 2016 |                                                                                               |
| Minna Stern           | Hauptstraße 40 ·  |                                                  | Hier wohnte Minna Stern geb. Udewald Jg. 1879 Flucht 1937 Holland interniert Westerbork deportiert 1943 Sobibor ermordet 5.3.1943 | 14. Dez. 2016 |                                                                                               |
| Irma Stern            | Hauptstraße 40 ·  |                                                  | Hier wohnte Irma Stern Jg. 1908 Flucht 1933 Holland interniert Westerbork deportiert 1942 Auschwitz ermordet 31.8.1942            | 14. Dez. 2016 |                                                                                               |
| Sidonie Katz          | Hauptstraße 40 ·  |                                                  | Hier wohnte Sidonie Katz geb. Stern Jg. 1912 Flucht 1933 Holland interniert Westerbork deportiert 1942 Auschwitz ermordet 1942    | 14. Dez. 2016 |                                                                                               |
| Margarete Stern       | Hauptstraße 40 ·  |                                                  | Hier wohnte Margarete Stern Jg. 1913 Flucht 1937 Holland interniert Westerbork deportiert 1943 Auschwitz ermordet 17.9.1943       | 14. Dez. 2016 |                                                                                               |
| Max Stern             | Hauptstraße 40 ·  |                                                  | Hier wohnte Max Stern Jg. 1920 Flucht 1936 Holland interniert Westerbork deportiert 1942 Auschwitz ermordet 1942                  | 14. Dez. 2016 |                                                                                               |
| Fritz Stern           | Hauptstraße 40 ·  |                                                  | Hier wohnte Fritz Stern Jg. 1922 Flucht 1937 Holland verhaftet deportiert 1941 Mauthausen ermordet 17.9.1941                      | 14. Dez. 2016 |                                                                                               |
| Siegfried Frankenberg | Hauptstraße 45 ·  |                                                  | Hier wohnte Siegfried Frankenberg Jg. 1889 Flucht 1939 Chile                                                                      | 14. Dez. 2016 |                                                                                               |
| Berta Frankenberg     | Hauptstraße 45 ·  |                                                  | Hier wohnte Berta Frankenberg geb. Wendriner Jg. 1900 Flucht 1939 Chile                                                           | 14. Dez. 2016 |                                                                                               |
| Alfred Frankenberg    | Hauptstraße 45 ·  |                                                  | Hier wohnte Alfred Frankenberg Jg. 1925 eingewiesen 1939 Heilanstalt Weilmünster ermordet 1941                                    | 14. Dez. 2016 |                                                                                               |
| Werner Frankenberg    | Hauptstraße 45 ·  |                                                  | Hier wohnte Werner Frankenberg Jg. 1927 Flucht 1939 Chile                                                                         | 14. Dez. 2016 |                                                                                               |
| Albert Stern          | Mittelstraße 18 · |                                                  | Hier wohnte Albert Stein Jg. 1886 Flucht 1938 USA                                                                                 | 14. Aug. 2015 |                                                                                               |
| Erna Stern            | Mittelstraße 18 · |                                                  | Hier wohnte Erna Stern geb. Metzger Jg. 1900 Flucht 1938 USA                                                                      | 14. Aug. 2015 |                                                                                               |
| Fritz Stern           | Mittelstraße 18 · |                                                  | Hier wohnte Fritz Stern Jg. 1928 Flucht 1938 USA                                                                                  | 14. Aug. 2015 |                                                                                               |
| Helmut Stern          | Mittelstraße 18 · |                                                  | Hier wohnte Helmut Stern Jg. 1931 Flucht 1938 USA                                                                                 | 14. Aug. 2015 |                                                                                               |
| Julius Stern          | Schulstraße 14 ·  |                                                  | Hier wohnte Julius Stern Jg. 1891 Flucht 1938 USA                                                                                 | 14. Dez. 2016 |                                                                                               |
| Erna Stern            | Schulstraße 14 ·  |                                                  | Hier wohnte Erna Stern geb. Jacobsohn Jg. 1896 Flucht 1938 USA                                                                    | 14. Dez. 2016 |                                                                                               |
| Ludwig Stern          | Schulstraße 14 ·  |                                                  | Hier wohnte Ludwig Stern Jg. 1925 Flucht 1938 USA                                                                                 | 14. Dez. 2016 |                                                                                               |

## Olsberg
| Name                | Adresse            | Bild                           | Inschrift | Verlegedatum  | Biografie und Anmerkungen |
| ------------------- | ------------------ | ------------------------------ | --- | ------------- | ------------------------- |
| Benjamin Stern      | Bahnhofstraße 11 · |                                | Hier wohnte Benjamin Stern Jg. 1857 unfreiwillig verzogen 1939 Köln deportiert 1942 Theresienstadt ermordet 1942              | 14. Aug. 2015 |                           |
| Julius Stern        | Bahnhofstraße 11 · |                                | Hier wohnte Julius Stern Jg. 1897 unfreiwillig verzogen 1939 Köln deportiert 1942 Theresienstadt ermordet 1944 Auschwitz      | 14. Aug. 2015 |                           |
| Inge Stern          | Bahnhofstraße 11 · |                                | Hier wohnte Inge Stern Jg. 1933 unfreiwillig verzogen 1939 Köln deportiert 1942 Theresienstadt ermordet 1944 Auschwitz        | 14. Aug. 2015 |                           |
| Friederike Stern    | Bahnhofstraße 11 · |                                | Hier wohnte Friederike Stern geb. Hesse Jg. 1906 unfreiwillig verzogen 1939 Köln deportiert 1942 Theresienstadt ermordet 1943 | 14. Aug. 2015 |                           |
| David Löwenstein    | Bahnhofstraße 30 · |                                | Hier wohnte David Löwenstein Jg. 1866 deportiert 1942 Theresienstadt ermordet 10.12.1943                                      | 14. Dez. 2016 |                           |
| Albert Löwenstein   | Bahnhofstraße 30 · |                                | Hier wohnte Albert Löwenstein Jg. 1898 unfreiwillig verzogen 1938 Leipzig Flucht Spanien                                      | 14. Dez. 2016 |                           |
| Irma Löwenstein     | Bahnhofstraße 30 · |                                | Hier wohnte Irma Löwenstein Jg. 1909 unfreiwillig verzogen 1937 Leipzig Flucht USA                                            | 14. Dez. 2016 |                           |
| Hedwig Löwenstein   | Bahnhofstraße 30 · |                                | Hier wohnte Hedwig Löwenstein Jg. 1912 unfreiwillig verzogen 1938 Meschede Flucht 1939 USA                                    | 14. Dez. 2016 |                           |
| Max Schild          | Sachsenecke 6 ·    | Stolperstein für Max Schild    | Hier wohnte Max Schild Jg. 1883 Flucht 1938 England                                                                           | 30. März 2016 |                           |
| Elly Schild         | Sachsenecke 6 ·    | Stolperstein für Elly Schild   | Hier wohnte Elly Schild geb. Kiefer Jg. 1884 Flucht 1938 England                                                              | 30. März 2016 |                           |
| Hans Walther Schild | Sachsenecke 6 ·    | Stolperstein für Walter Schild | Hier wohnte Hans Walther Schild Jg. 1910 Flucht 1936 Südafrika                                                                | 30. März 2016 |                           |